# 北九州田野浦中継局
北九州田野浦中継局（きたきゅうしゅうたのうらちゅうけいきょく）は、福岡県北九州市門司区にあるテレビ放送の中継局である。

## 概要
門司区の企救半島最端部にある田野浦地区は、対岸の山口県側からの電波はよく届くが、地元北九州の八幡テレビ・FM放送所からの電波はほとんど届かない。この状態を解消するために設けられた中継局の一つである。このため、デジタルテレビ放送についても中継局が設けられることとなった。
全国区のNHK北九州放送局は「北九州田野浦中継局」を名乗るが、地元民放は全て単に「田野浦中継局」である。
- 所在地：福岡県北九州市門司区鳴竹1丁目162番地3号（新開団地南方高地）

## 開局年月日
- 1967年（昭和42年）2月25日 - NHK北九州　開局
- 1976年（昭和51年）2月5日 - 民放各局　開局

## 送信設備

### 地上デジタルテレビジョン放送
| リモコン番号 | 放送局名        | チャンネル番号 | 空中線電力 | ERP   | 放送対象地域 | 放送区域内世帯数 | 放送開始日   |
| ------------ | --------------- | -------------- | ---------- | ----- | ------------ | ---------------- | ------------ |
| 1            | KBC九州朝日放送 | 22             | 300mW      | 460mW | 福岡県       | 2,838世帯        | 2008年7月1日 |
| 2            | NHK北九州教育   | 53             | 300mW      | 450mW | 全国         | 2,838世帯        | 2008年7月1日 |
| 3            | NHK北九州総合   | 37             | 300mW      | 450mW | 福岡県東部   | 2,838世帯        | 2008年7月1日 |
| 4            | RKB毎日放送     | 14             | 300mW      | 460mW | 福岡県       | 2,838世帯        | 2008年7月1日 |
| 5            | FBS福岡放送     | 36             | 300mW      | 460mW | 福岡県       | 2,838世帯        | 2008年7月1日 |
| 7            | TVQ九州放送     | 19             | 300mW      | 460mW | 福岡県       | 2,838世帯        | 2008年7月1日 |
| 8            | TNCテレビ西日本 | 34             | 300mW      | 460mW | 福岡県       | 2,838世帯        | 2008年7月1日 |

- TVQの物理チャンネルは、福岡アナログ送信所のチャンネルと同じ。

### 地上アナログテレビジョン放送
| チャンネル | 放送局名        | 空中線電力       | ERP                | 放送対象地域 | 放送区域内世帯数 | 開局日 |
| ---------- | --------------- | ---------------- | ------------------ | ------------ | ---------------- | ------ |
| 43         | FBS福岡放送     | 映像3W 音声750mW | 映像4.7W 音声1.15W | 福岡県       | -                | -      |
| 45+        | KBC九州朝日放送 | 映像3W 音声750mW | 映像4.7W 音声1.15W | 福岡県       | -                | -      |
| 48+        | NHK北九州教育   | 映像3W 音声750mW | 映像3.6W 音声900mW | 全国         | -                | -      |
| 51+        | NHK北九州総合   | 映像3W 音声750mW | 映像3.6W 音声900mW | 福岡県東部   | -                | -      |
| 55         | RKB毎日放送     | 映像3W 音声750mW | 映像4.7W 音声1.15W | 福岡県       | -                | -      |
| 59-        | TNCテレビ西日本 | 映像3W 音声750mW | 映像4.7W 音声1.15W | 福岡県       | -                | -      |

- TVQにはチャンネルが割り当てられていなかった。

### 備考
- 地上デジタルテレビジョン放送は、2008年（平成20年）6月2日から6月30日まで全局試験放送実施、7月1日に全局本放送開始。
- 地上アナログテレビジョン放送は、2011年（平成23年）7月24日までに全局放送終了。
- TVQ九州放送はアナログ局が未開局だったため、当然デジタル新局である。なお、大里藤松地区にはアナログ中継局を設置している。
- 主な受信地域は、福岡県北九州市門司区の一部。